# Ommatius dravidicus
Ommatius dravidicus är en tvåvingeart som beskrevs av Joseph och Parui 1983. Ommatius dravidicus ingår i släktet Ommatius och familjen rovflugor. Inga underarter finns listade i Catalogue of Life.